# Зонов, Юрий Борисович
Юрий Борисович Зонов (род. 28 января 1949 года, Лесозаводск, Приморский край) — советский и российский физико-географ, профессор Дальневосточного федерального университета. Директор института окружающей среды и декан географического факультета Дальневосточного государственного университета (1999—2011). Кандидат географических наук, профессор.
Лауреат Премии Правительства РФ в области образования (2001).

## Биография
Ю. Б. Зонов родился 28 января 1949 года в г. Лесозаводске Приморского края.

### Образование
В 1971 году окончил географическое отделение Дальневосточного государственного университета по специальности «География» (кафедра физической географии). С 1974 по 1977 годы учился в аспирантуре Дальневосточного государственного университета. В 1978 году защитил диссертацию на соискание ученой степени кандидата географических наук в Казахском государственном университете имени С. М. Кирова по теме «Формирование первичных ландшафтов районов активного вулканизма Восточной Камчатки». В 1979 году получил ученое звание доцента.

### Научно-педагогическая карьера
- с 1971 по 1978 — ассистент кафедры физической географии Дальневосточного государственного университета
- с 1978 по 1979 — старший преподаватель кафедры физической географии Дальневосточного государственного университета
- с 1979 по 1982 — доцент кафедры физической географии Дальневосточного государственного университета
- с 1982 по 2011 — заведующий кафедрой физической географии Дальневосточного государственного университета
- с 1991 по 1999 — декан геофизического факультета Дальневосточного государственного университета
- с 1991 по 2011 — член ученого совета Дальневосточного государственного университета
- с 1999 по 2011 — декан географического факультета Дальневосточного государственного университета
- с 1999 по 2011 — директор института окружающей среды Дальневосточного государственного университета
- с 2000 по 2011 — член ученого совета Тихоокеанского института географии ДВО РАН
- с 2011 по 2020 — профессор кафедры географии и устойчивого развития геосистем Дальневосточного федерального университета
- с 2011 по 2021 — член ученого совета Школы естественных наук Дальневосточного федерального университета
- с 2011 по 2021 — руководитель образовательной программы «География» Дальневосточного федерального университета
- с 2020 по 2023 — профессор департамента наук о Земле Дальневосточного федерального университета

## Научная деятельность
Научная деятельность учёного связана с исследованием природной среды Российского Дальнего Востока, разработки рационального природопользования и мероприятий охраны регионов восточной части Евразиатского материка (Притихоокеанский сектор). Исследования проводились Ю .Б. Зоновом в том числе в рамках целевой программы «Дальний Восток», где он являлся научным руководителем.
Важным результатом научных исследований стала разработка концепции формирования вулканогенных ландшафтов (на примере Восточной Камчатки), в основу которой положены экспериментальные полевые данные. Данное исследование положено в основу его кандидатской диссертации.
Ю. Б. Зоновым проведено комплексное ландшафтное картографирование для Приморского края в результате чего им разработаны ландшафтная карта и карта физико-географического районирования Приморского края, которые вошли в Географический атлас Приморского края (1999, 2008 гг.). Результаты научных работ Ю. Б. Зонова были внедрены в учебный процесс. Им разработаны и читаются учебные курсы «Ландшафтоведение», «Классификация ландшафтов мира», «Физическая география и ландшафты России», «Устойчивость геосистем», «Современные проблемы географии» студентам географических и гидрометеорологических специальностей в Дальневосточном федеральном университете.
Под руководством Ю. Б. Зонова защищены кандидатские и магистерские диссертации по различным проблемам физической географии и геоэкологии. Выступает как эксперт в области физической географии и ландшафтоведения, является сопредседателем и членом организационных, программных комитетов всероссийских и региональных научно-практических конференций, научным редактором и рецензентом множества авторских и коллективных монографий, а также учебных пособий и сборников научных трудов.

### Избранные научные работы
- Зонов Ю. Б. Стадии формирования первичных геокомплексов районов активного современного вулканизма Восточной Камчатки // Географические факторы регионального развития Азиатской России: материалы Всероссийской научно-практической конференции. — Владивосток: Дальнаука, 2013. — Соавт.: Левченко О. В.
- Зонов Ю. Б. Курильская экспедиция // Вестник ДВО РАН. — 2010. — № 3. — С. 179—180. — Соавт.: Богатов В. В.
- Зонов Ю. Б. Исследования ландшафтов Приморского края для целей природопользования // География и природные ресурсы. — 2009. — № 2. — С. 94-100. — Соавт.: Старожилов В. Т.
- Зонов Ю. Б. Современные представления о геосистемах // Геосистемы Дальнего Востока России на рубеже XX—XXI веков: в 3 т. Т. 1. Природные геосистемы и их компоненты / колл. авторов; под общ. ред. П. Я. Бакланова. — Владивосток: Дальнаука, 2008. — 428 с. — Соавт.: Говорушко С. М., Ганзей К. С.
- Зонов Ю. Б. Особенности структуры ландшафтов Дальнего Востока // Вопросы гидрометеорологии и географии Дальнего Востока. IV региональная научно-практическая конференция. К Всемирным дням Воды и Метеорологии. Тезисы докладов. — Владивосток: ДВГУ, 2003. — С. 82-83.
- Зонов Ю. Б. Ландшафтные особенности природных систем Дальнего Востока // География Азиатской России на рубеже веков. Материалы XI научного совещания географов Сибири и Дальнего Востока Иркутск: ИГ СО РАН, 2001. С. 52-53. — Соавт.: Воробьева Т. Ф.
- Зонов Ю. Б. Влияние современного вулканизма на ландшафты Восточной Камчатки // Вопросы географии Тихого океана и притихоокеанских районов. — Владивосток: ДВГУ, 1975. — С. 78-81.

### Избранные учебно-методические работы
- Зонов Ю. Б., Морозова М. Е., Какорина Г. А. Физическая география Приморского края: учебник. М.: Русское слово — учебник, 2017. 137 с. ISBN 978-5-533-00167-0
- География Приморского края: учебник. Владивосток, 2000. 180 с.
- Зонов Ю. Б., Дряхлов А. Г. География: учебное пособие для поступающих. Владивосток: Изд-во ДВГУ, 2000. 184 с.

## Награды и премии
- 1995 — знак «Отличник народного просвещения»
- 1998 — нагрудный знак «Почетный работник высшего профессионального образования РФ»
- 2001 — премия Правительства РФ в области образования
- 2003 — медаль ордена «За заслуги перед Отечеством» II степени